# Dysdera erythrina
Dysdera erythrina là một loài nhện trong họ Dysderidae phân bố từ châu Âu đến Georgia.